# Eclissi solare del 31 luglio 1962
L'eclissi solare del 31 luglio 1962 è un evento astronomico che ha avuto luogo il suddetto giorno attorno alle ore 12.25 UTC. 
L'eclissi, di tipo anulare, è stata visibile in alcune parti del Sud America (Venezuela, Guyana e Guyana francese), dell'Europa e dell'Africa (Benin, Burkina Faso, Camerun, Congo, Madagascar, Mali, Nigeria, Senegal, Tanzania, Togo).
L'eclissi è durata 3 minuti e 33 secondi; l'evento è avvenuto solo 4,7 giorni prima dell'apogeo, che si è avuto il 5 agosto 1962.

## Percorso e visibilità
L'evento è occorso all'alba locale nello stato Venezuelano meridionale di Amazonas; in seguito la pseudo umbra lunare si è spostata in direzione nord-est e attraversando l'Atlantico ha toccato il territorio africano sulla costa del Senegal, per proseguire a sud-est per il Mali dove si è avuto il massimo punto di eclissi nella regione maliana di Sikasso. Successivamente, la pseudo umbra ha attraversato obliquamente il continente africano verso est terminando al tramonto nell'oceano Indiano a circa 130 chilometri a est della costa nord-orientale del Malgascio (l'attuale Madagascar).

## Eclissi correlate

### Eclissi solari 1961 - 1964
Questa eclissi è un membro di una serie semestrale. Un'eclissi in una serie semestrale di eclissi solari si ripete approssimativamente ogni 177 giorni e 4 ore (un semestre) in nodi alternati dell'orbita della Luna. 

### Ciclo di Saros 135
L'evento fa parte del ciclo di Saros 135, che si ripete ogni 18 anni, 11 giorni, contenente 71 eventi. La serie è iniziata con un'eclissi solare parziale il 5 luglio 1331. Contiene eclissi anulari dal 21 ottobre 1511 al 24 febbraio 2305, eclissi ibride l'8 marzo 2323 e il 18 marzo 2341 ed eclissi totali dal 29 marzo 2359 fino al 22 maggio 2449. La serie termina al membro 71 con un'eclissi parziale il 17 agosto 2593. La durata più lunga di un'eclissi totale della serie sarà di 2 minuti e 27 secondi, il 12 maggio 2431.